# 日向八戸駅
日向八戸駅（ひゅうがやとえき）は、宮崎県西臼杵郡日之影町大字七折にあった高千穂鉄道高千穂線の駅（廃駅）である。

## 歴史
- 1939年（昭和14年）10月11日：国鉄日ノ影線の駅として開業[1]。
- 1972年（昭和47年）7月22日：貨物および荷物の取扱廃止[2]。無人駅となる[3]。
- 1987年（昭和62年）4月1日：国鉄分割民営化により九州旅客鉄道の駅となる[1]。
- 1989年（平成元年）4月28日：第三セクター移管により高千穂鉄道の駅となる[4]。
- 2005年（平成17年）9月6日：台風14号による被害のため高千穂鉄道全線で運転休止。
- 2008年（平成20年）12月28日：槇峰 - 高千穂間廃止により廃駅。

## 駅構造
単式ホーム1面1線を有する。以前は1面2線の旅客ホームに荷物用ホームを有していた。駅舎は地区公民館を併設していた。

## 利用状況
1日平均乗車人員は66人であった（2003年度）。

## 駅周辺
- 八戸郵便局
- 日之影町立八戸小学校
- 日之影町立八戸中学校
- 八戸観音滝[4]
- 国道218号
- 宮崎県道237号北方高千穂線

かつては国道218号との間に宮崎県道236号日向八戸停車場線があったが、 2015年（平成27年）3月31日をもって廃止となった。

## 隣の駅
高千穂鉄道
■高千穂線
槇峰駅 - 日向八戸駅 - 吾味駅